# NGC 867
NGC 867 = NGC 875 ist eine linsenförmige Galaxie vom Hubble-Typ S0/a? im Sternbild Walfisch südlich der Ekliptik. Sie ist schätzungsweise 291 Millionen Lichtjahre von der Milchstraße entfernt und hat einen Durchmesser von etwa 100.000 Lj.
Auf Grund ähnlicher Radialgeschwindigkeiten und bei etwa der gleichen Entfernung scheinen NGC 867/875 und sein Nachbar IC 218 ein gravitativ gebundenes Paar zu sein.
Das Objekt wurde möglicherweise am 21. Dezember 1783 vom deutsch-britischen Astronomen William Herschel (als NGC 867 gelistet), sicher aber vom deutsch-dänischen Astronomen Heinrich d’Arrest am 26. September 1865 entdeckt (als NGC 875 erfasst).